# 羟甲基
在有机化学中，羟甲基是一种结构式为{\displaystyle {\ce {-CH_2-OH}}}的取代基，它由亚甲基（{\displaystyle {\ce {-CH_2}}}）和羟基（{\displaystyle {\ce {-OH}}}）组成。羟甲基与甲氧基（{\displaystyle {\ce {-O-CH_3}}}）有相同分子式，但化学性质不同。
羟甲基是丝氨酸（一种编码氨基酸）的侧链。